# 埃利亚斯·亚伯拉罕·罗森伯格
埃利亚斯·亚伯拉罕·罗森伯格（希伯來語：‎，1810年—1887年7月10日）是美国犹太移民，他的过往存疑，但却成为深得夏威夷国王卡拉卡瓦信赖的朋友与顾问。他19世纪80年代住在旧金山，曾贩卖非法彩票，在他人眼中行为古怪。1886年他前往夏威夷给人算命为生，引起卡拉卡瓦注意后巧言令色，鼓吹夏威夷前景光明换取国王青睐，获多项皇家任命：皇家占卜师、海关估价员、警卫。国王送他大量贵重礼物，但罗森伯格无法赢得其他皇室顾问信赖，夏威夷媒体对他大加嘲讽。
罗森伯格与国王经常长时间交谈，喜欢一起喝酒。他讲述《聖經》情节，鼓励国王复兴夏威夷传统宗教，卡拉卡瓦非常向往，政敌对此愤怒不已。1887年6月罗森伯格返回加利福尼亚州，估计是因为身体不好或担心夏威夷的动荡局势，抵达旧金山后不久便死在医院。罗森伯格离开夏威夷数周后，卡拉卡瓦被迫接受大幅削弱皇权的1887年6月宪法。皇家收藏至今保有罗森伯格呈交国王的妥拉卷轴与指针，此后与其他皇室珍宝一起展出，最终捐给檀香山的以马内利会堂。

## 旧金山
罗森伯格前往夏威夷以前的经历缺乏确切记载，据信他1810年左右出生，是俄罗斯犹太人，可能曾在澳大利亚和英格兰生活。他三次婚姻都以离婚告终，留下许多孩子。
19世纪80年代初，住在加利福尼亚州旧金山的罗森伯格已颇富盛名，外人评价他行为古怪，乐于冒险，对小件珍奇物品很感兴趣。他在街头叫卖，1884年担任切布拉·贝思·亚伯拉罕慈善协会主席。他一度非法贩卖彩票，但在招来三藩市警察局注意后中止，还可能促使他前往夏威夷。

## 夏威夷
估计罗森伯格是从旧金山搭捕鯨船前往夏威夷，1886年12月前抵达歐胡島。基督教此时在夏威夷王国占主导地位，夏威夷传统宗教在君权镇压下式微，基督教传教士促使大部分居民皈依。但19世纪80年代卡拉卡瓦又鼓励夏威夷传统复兴，希望催生民族主义情绪。草裙舞等夏威夷传统在国王推动下恢复，他还观看夏威夷传统宗教习俗。卡拉卡瓦掌握的权力很大，不受政治因素制约。

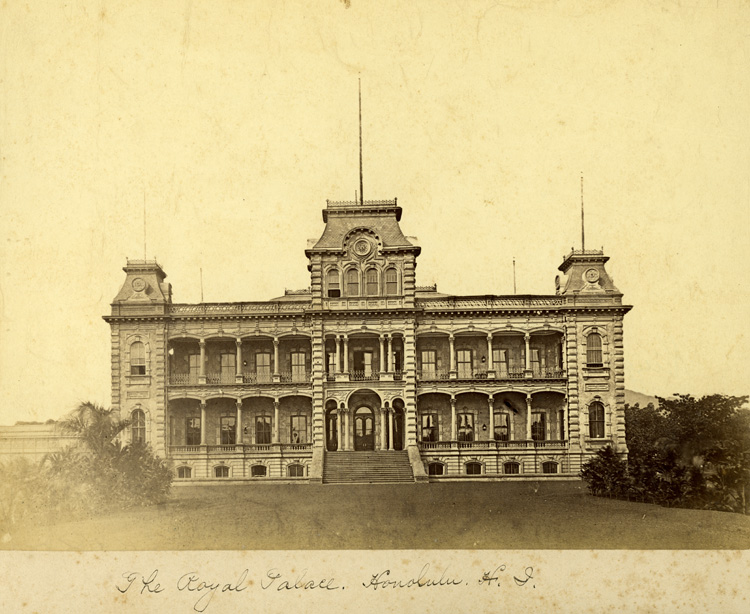
1885年的伊奧拉尼宮

罗森伯格长长的白胡子和为人处事在夏威夷很有名，认识的人都说他诙谐、充满魅力。任何人请他占星都能听到好消息，罗森伯格在夏威夷人气急升。乐观愉悦的态度结合如珠妙语，为他赢得昵称“罗西”（字面意为玫瑰、玫瑰香，指令人积极乐观）。罗森伯格出名后引来卡拉卡瓦接见，1886年11月得以前往伊奧拉尼宮参加国王的生日庆典。罗森伯格的名声引来嘲讽，《夏威夷公报》八卦专栏经常讽刺他是“神圣摩西”，夏威夷歌剧院常有业余吟游诗人嘲笑他。1887年2月，罗森伯格在《檀香山广告商报》付费刊登公告，自称遗失维多利亚女王寄给他的信，外界猜测他自导自演骗局想带来威望。
卡拉卡瓦对罗森伯格算命信以为真，这可能是因为后者吟颂希伯来语令他想到古老的夏威夷仪式。1887年1月，日趋独裁且面临众多丑闻的国王授权罗森伯格入宫，两人关系密切，经常长时间交谈并相互探访，一次探视往往持续好几天。罗森伯格向国王讲述《圣经》和《塔木德》上的故事，开始教国王基本的希伯来语，把从夏威夷带来的华美妥拉和指针送给国王。他宣称在古希伯来文献发现讲述夏威夷的内容，令国王深受鼓舞，开始部分恢复夏威夷宗教。国王曾向许多视为先知的人求教，建立机构致力复兴夏威夷本土传统。卡拉卡瓦最终宣布罗森伯格是他的皇家占卜师。

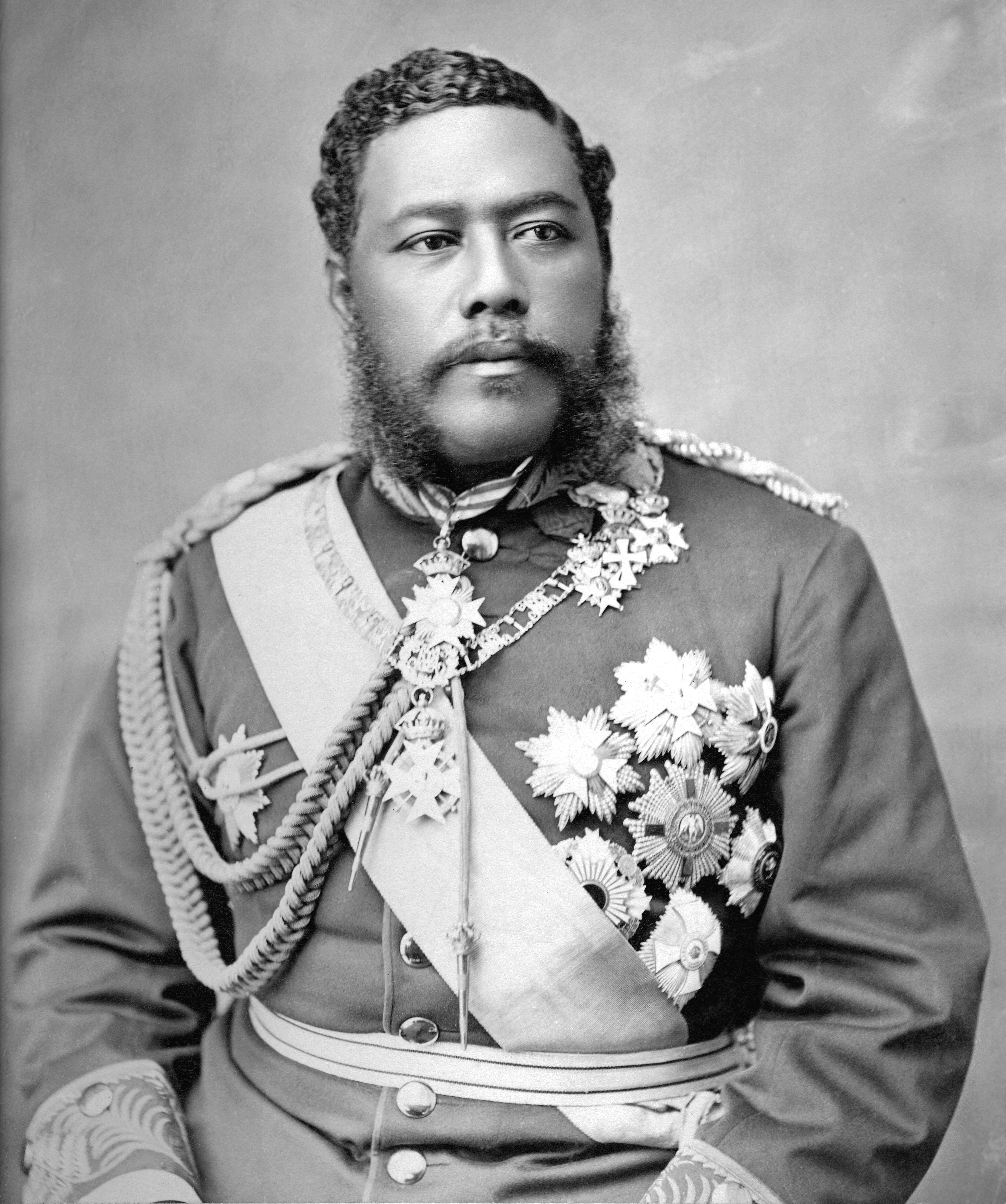
1882年的卡拉卡瓦国王

罗森伯格在皇宫有专门的算命房，国王还确保里面放上酒，两人一起开怀畅饮、一醉方休。卡拉卡瓦一月下旬任命罗森伯格兼任檀香山海关估价员，但争议四起，后者二月中旬就被海关首脑开除。一个月后国王再次任命罗森伯格上任，海关首脑次月辞职，国王的妻舅阿奇博尔德·斯科特·克莱霍恩继任。1887年3至5月罗森伯森的报酬是三百美元，表面上是海关办事处警卫，但据传他的工作纯属闲职。
6月1日国王送罗森伯格金质奖章、银杯各一件，另有260美元。银杯、金质奖章正面刻字（“卡拉卡瓦一世陛下赠亚伯拉罕·罗森伯格”），奖章背面是国王侧身像，边缘的金皇冠把硬币与蓝丝带相连。一周后国王向当地珠宝商支付100美元，但不确定是不是为送罗森伯格的礼物付款。
部分皇室顾问对国王如此信赖罗森伯格深为不满，对他非常怀疑，例如夏威夷总理沃尔特·吉布森就发现国王与罗森伯格交谈的内容大多向他保密。1887年6月宪法大幅削弱皇权，剥夺卡拉卡瓦大部分权力。

## 返回旧金山、逝世
1887年6月7日，罗森伯格乘“澳大利亚号”汽船离开夏威夷，预订的是经济型大舱。有消息称他是因身体不好离开，也有称他担心夏威夷的政治动荡。罗森伯格离开三周后，国王签署1887年6月宪法。罗森伯格回到旧金山不足一个月就住进医院，并在1887年7月10日谢世。他临终前说起卡拉卡瓦国王，垂死之际还在低声念叨国王之名。他葬在旧金山半岛以色列余民会堂墓地，夏威夷与旧金山报纸刊登简短讣告。
罗森伯格的遗嘱要求用生石灰焚化尸体。他的大部分财产留给子女，还要求把妥拉和指针留给儿子阿道夫，但两件物品留在夏威夷所以没有落实。

## 影响
1888年，卡拉卡瓦国王夫人、卡皮奥拉妮王后在义卖集会举办皇室财物展，其中就有罗森伯格留在夏威夷的妥拉与指针。1891年卡拉卡瓦驾崩，妥拉和指针由养子大卫·卡瓦纳纳科阿继承。卡瓦纳纳科阿死后，遗孀阿比盖尔·坎贝尔·卡瓦纳纳科阿在宗教节日把两物借给夏威夷犹太社区，她的孙女儿阿比盖尔·基诺伊基·凯考利克·卡瓦纳纳科阿后来取回物品。指针1959年作为遗物赠予檀香山以马内利会堂，第二年开始正式用于阅读妥拉。妥拉曾于20世纪40年代遗失，但檀香山律师在去世客户财物中找到后于1972年捐给以马内利会堂。妥拉受损后不能用于宗教事务，以马内利会堂后来把两物装进玻璃展示柜，下面安装牌匾介绍罗森伯格。
罗森伯格的妥拉是王室珍贵财产，但他去世多年后夏威夷才出现犹太宗教活动。罗森伯格向卡拉卡瓦国王呈交妥拉70年后，夏威夷才建起首座猶太會堂。罗森伯格自称拉比，国王承诺送他土地新建犹太会堂，但没有证据证明他的拉比身份。
威廉·德维特·亚历山大认为罗森伯格对19世纪后期的夏威夷历史影响不利，称他是国王“复兴异教”的共犯。《檀香山》杂志2008年的文章同样对罗森伯格评价不佳，称他“空谈起来口若悬河”，文章还把他与19世纪实业家克劳斯·斯普雷克尔斯对比，谴责两人“淋浴在卡拉卡瓦的权力光芒下没完没了地强行推销”。1938年哈里·鲁宾斯坦在《加拿大犹太纪事报》发文，把罗森伯格比作18世纪初犹太神秘主义者巴尔·谢姆。

## 脚注
1. 1 2 3 4 5 6 7 8 9  The Canadian Jewish Chronicle, 1938.
2. 1 2 3 4 5 6 7 8  Nodel 1996，第360頁.
3. 1 2 3 4 5 6 7  Adler 1970，第55頁.
4. ↑  Kramer & Stern 1974，第333頁.
5. 1 2 3 4 5 6  The Chicago Tribune, 1891.
6. ↑  Daily Alta California, 1884.
7. 1 2 3 4  Adler 1970，第53頁.
8. 1 2 3 4  Alexander 1896，第16頁.
9. 1 2 3 4 5 6  Adler 1970，第54頁.
10. 1 2 3 4 5 6  Nodel 1996，第359頁.
11. 1 2 3 4  Adler 1970，第58頁.
12. ↑  Thurston 1936，第32頁.
13. 1 2 3  Adler 1970，第56頁.
14. 1 2  Mulholland 1970，第243頁.
15. 1 2 3  Canadian Jewish News, 2011.
16. 1 2  Honolulu, 1967.
17. 1 2 3  Nodel 1996，第358頁.
18. 1 2 3  Adler 1970，第57頁.
19. 1 2  The Daily Bulletin, 1887.
20. ↑  Postal & Koppman 1986，第170頁.
21. 1 2 3  Honolulu, 2008.
22. ↑  Sacramento Daily Record-Union, 1887.
23. ↑  Daily Alta California, 1887.
24. ↑  Nodel 1996，第358–359頁.
25. ↑  Forbes 2003，第267–268頁.
26. 1 2 3  Canadian Jewish News, 1999.
27. ↑  The Canadian Jewish Chronicle, 1965.